# خلیج مورتون
خلیج مورتون یا مورتون بِی یک خلیج کوچک واقع در سواحل شرقی استرالیا است که ۱۴ کیلومتر (۸٫۷ مایل) از بریزبن مرکز ایالت کوئینزلند فاصله دارد. این خلیج یکی از مهم‌ترین منابع ساحلی منابع این ایالت است. آبهای مورتون بی مقصد محبوب برای ماهیگیران تفننی هستند و ماهیگیرها نیز از این منطقه برای ماهیگیری و تهیه غذاهای دریایی استفاده می‌کنند.
بندر بریزبن یک کانال حمل و نقل دریایی پر رفت‌وآمد است که در شمال این خلیج قرار دارد. خلیج مورتون به عنوان مسیر امن برای فرودگاه بریزبن عمل می‌کند و باعث کاهش آلودگی صوتی در مناطق شهری می‌شود.
این جزیره تنها جایی در استرالیا است که در آن فیل دریایی وجود دارد.
به دلیل وجود جزیره‌های سدی در این ناحیه، خلیج مورتون را می‌توان یک تالاب داخلی محسوب کرد چرا که ارتفاع آب آن از دریاهای مجاور کمتر است.

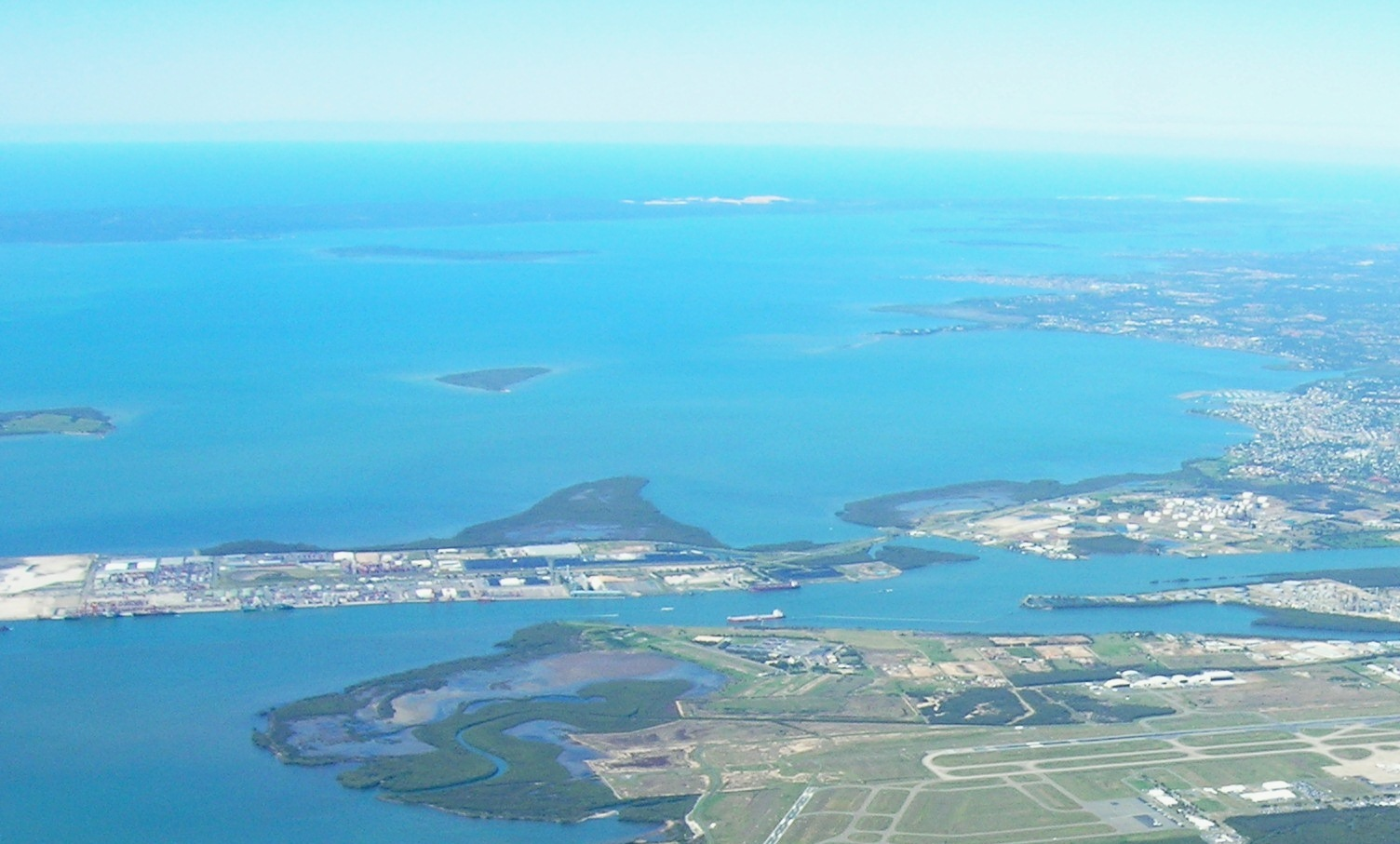
نمایی از بندر بریزبن و جنوب مورتون بی.

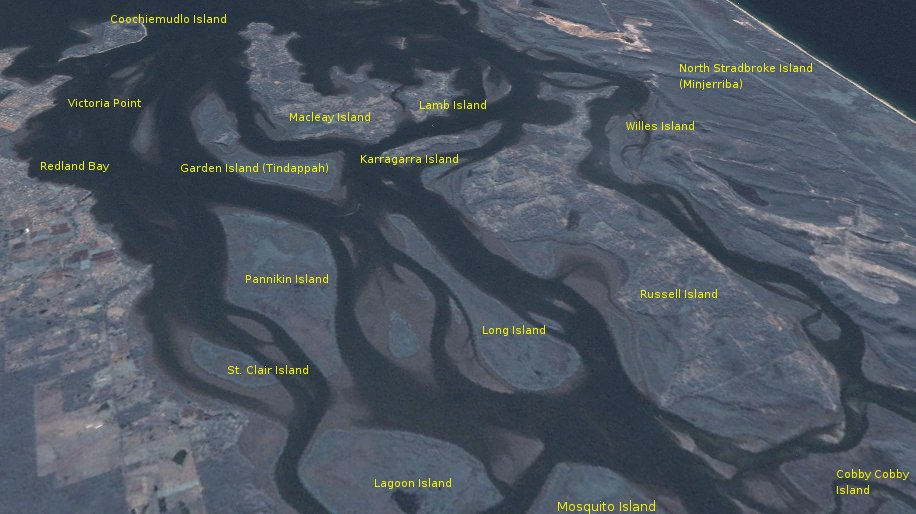
جزایر جنوبی مورتون بی.

نام خلیج مورتون توسط کاپیتان کوک به هنگام عبور وی از این ناحیه در ۱۵ مارس سال ۱۷۷۰ به احترام لرد مورتون رئیس انجمن سلطنتی انتخاب کرد.
کاشف انگلیسی متیو فلیندرز اولین اروپایی بود که به سال ۱۷۹۹ در سواحل این منطقه پیاده شد. پس از وی کاوشگر دیگر، جان اکسلی بود که کاوش در رودخانه بریزبن را در سال ۱۸۲۳ انجام داد. به‌طور اتفاقی یک سال بعد اکسلی نخستین سکونتگاه را در ردکلیف ایجاد کرد.
پس از Oxley در سال ۱۸۲۳ محکومین و سربازان به این منطقه وارد شدند. خلیج مورتون کوتاهترین مسیر دریایی برای جزایر منطقه محسوب می‌شد و در سال ۱۸۲۵ مرکز خلبانی در آنجا احداث شد.

## جغرافیا و تاریخ طبیعی

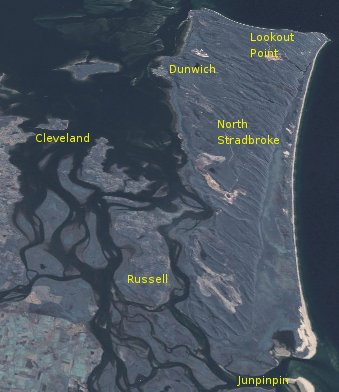
تصویر ماهواره ای جنوب خلیج مورتون کوئینزلند استرالیا نمای ماهواره ای تصویر لندست. منظره از جنوب زاویه دارد، بنابراین جزیره کمی کوتاهتر از حد معمول به نظر می رسد.

خلیج مورتون به طول ۱۲۵ کیلومتر (۷۸ مایل) از کلوندرا در شمال تا حدود سرفرز پارادایز در جنوب گسترده شده‌است.
خلیج مورتون از دریای مرجان به وسیله رشته‌ای از سه جزیره جدا می‌شود: جزیره مورتون در شمال، استردبروک شمالی و استردبروک جنوبی در جنوب.
خلیج مورتون دارای حدود ۳۶۰ جزیره است.
مورتون بی به‌طور کلی کم عمق و شنی است اما کانال کشتیرانی در آن وجود دارد.
مورتون سدهای ساحلی متعددی دارد.

### گیاهان و جانوران
خلیج مورتون منطقه طبیعی حفاظت شده‌است. . زمینه گلی و پوشش علف دریایی در آن وجود دارد.
خلیج مورتون زیستگاه جانوران مختلف دریایی از جمله نهنگ، دلفین، فیل دریایی و کوسه و لاک‌پشت است. بیشترین تعداد لاک‌پشت دریایی در این خلیج وجود دارد.
بسیاری از گونه‌های نهنگ و دلفین را می‌توان در خلیج مورتون مشاهد کرد؛ از جمله نهنگ کوهان دار، نهنگ قاتل، نهنگ شکار جنوب، نهنگ عنبر، نهنگ کله خربزه‌ای، نهنگ آبی، نهنگ براید و دلفین فرفره و دلفین یونس.

## تفریح و سرگرمی
مورتون بی مقصد محبوب تفریحی ماهیگیران تفننی است. مسابقات کلاسیک ماهیگری در این خلیج برگزار می‌شود.